# Stavolta come mi ammazzerai?
Stavolta come mi ammazzerai? è il terzo album discografico in studio da solista del cantautore Edda, pubblicato nel 2014.

## Descrizione
Il disco è stato realizzato in provincia di Arezzo in una sala prove con l'apporto alla produzione di Fabio Capalbo, socio fondatore di Niegazowana Records, casa discografica dell'artista.
Si tratta di un concept album sulla famiglia e sui rapporti conflittuali all'interno di essa.
Il 13 ottobre 2014 è stato pubblicato il video di Pater.

## Tracce
1. Pater
2. Coniglio rosa
3. Tu e le rose
4. Stellina
5. Bellissima
6. Dormi e vieni
7. Puttana da 1€
8. Piccole isole
9. Mademoiselle
10. Yamamay
11. Mela
12. Ragazza meridionale
13. Ragazza porno
14. Peppa pig
15. HIV
16. Mater
17. Saibene